# Boca de Uchire
Boca de Uchire é uma cidade venezuelana, capital do município de San Juan de Capistrano.